# Neko Jump
Neko Jump（NEKO JUMP, ネコジャンプ、เนโกะ จัมพ์）は、タイの双子デュオ。2006年9月にデビュー。2007年には来日公演を行っている。日本ではアキバ系双子ユニットと紹介されているが、いわゆるメイド喫茶の衣裳のイメージのみでそれが伝えられている。

## メンバー
- ヌーイ（เนย, 妹、本名：ワラッター・イムラーポン (วรัฐฐา อิมราพร), 1989年12月10日 - ）
- ジャム（แจม, 姉、本名：チャラッター・イムラーポン (ชรัฐฐา อิมราพร), 1989年12月10日 - ）

出生時に名付けられたヌーイとジャムというチューレン（タイ式のニックネーム）は、「バターとジャム」を意味する。好きな和食は卵焼き（ヌーイ）とうな丼（ジャム）。2人ともシーナカリンウィロート大学芸術学部演芸学科に在学。

## 人物・エピソード
双子姉妹の2人には5歳年下の妹のピクレット（piglet）がいる。彼女はアイドルグループ「sugar eyes」に所属していた。
モデルでアイドルグループG20の一員のニュークリアー（Newclear）とは学生時代からの友達であり、ヌーイが落ち込んでいるときにTwitter上でニュークリアーが学生時代の卒業アルバムのものと思われる写真を公開し、ヌーイをはげましたことがある。

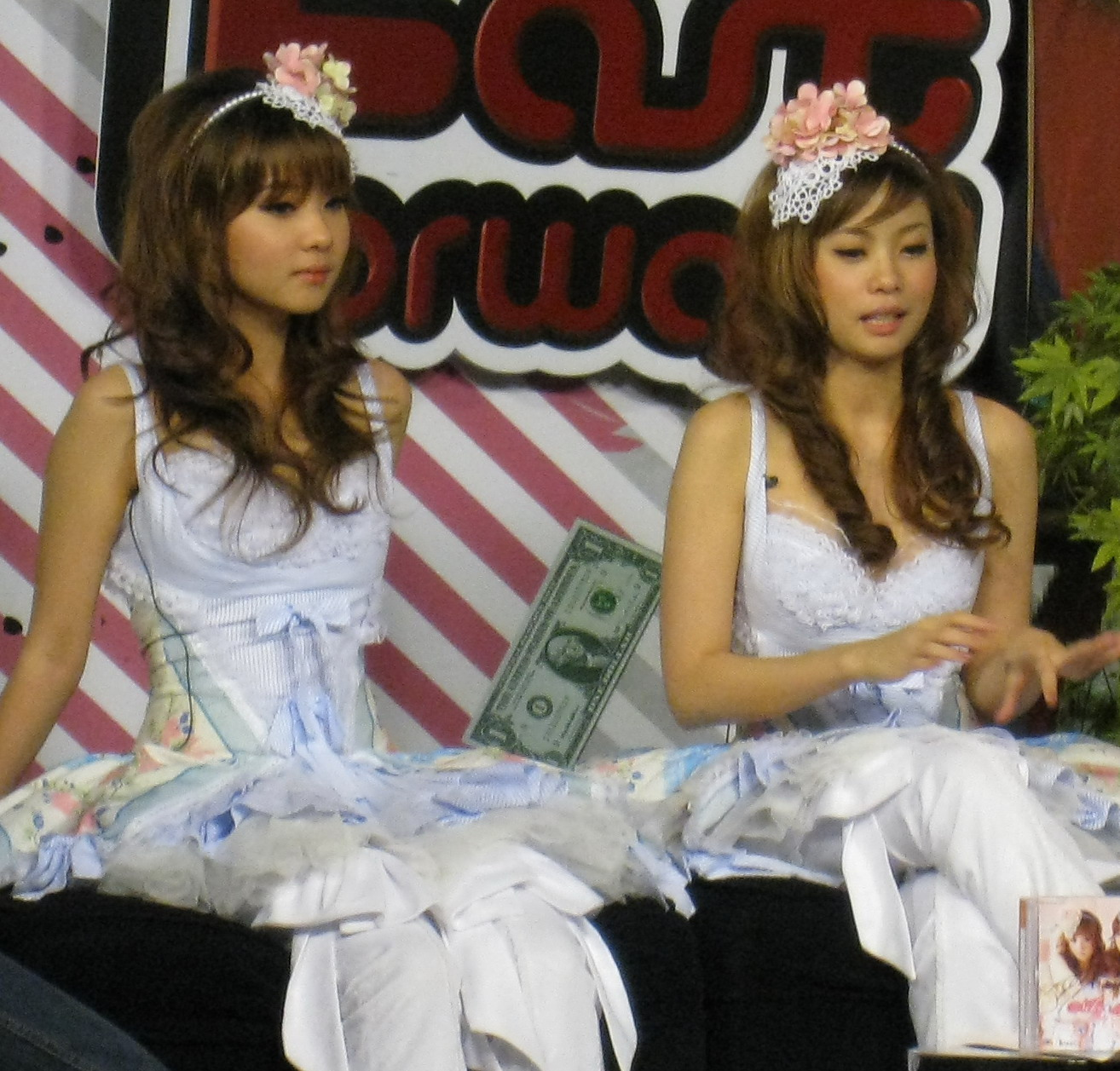
MTV Fast Forward 15 October 2008

ジャムは過去にタイの芸能人の彼氏とのプライベート写真の流出がある。
2011年3月にはヌーイとโจอี้บอย(ジョイボーイ)のショッピングデート写真が撮られている。

## 経歴
1989年12月10日、バンコクで生まれる。小学生の頃からダンスを習いはじめ、数多くのコンテストに出場するようになる。
2005年に開催された「Exit B-Boy & 12 Plus G-Girl」の歌謡部門およびダンス部門で優勝し、さらに「KPN Awards 2005」のファイナリストとなる。KPN Awardsを主催するタイの大手プロダクション、RS Promotionにスカウトされ、オーディションを経て2006年9月、同社の「Big BLUE Recores」レーベルからデビュー。（現在はkamikazeレーベル在籍中）
2009年、本国タイでRS Promotion所属女性アイドルによる7人組ユニット「Seven Days」にジャムが参加
2009年、本国タイで発売されたデビューアルバム『Neko jump』に収録されている「Poo」、「Chuai Mad Noi」が、日本のテレビアニメ『あにゃまる探偵キルミンずぅ』のオープニングテーマ、エンディングテーマとして採用される。
2011年4月、本国タイで発売された3枚目のアルバム『Lady Ready!』と日本デビュー1周年記念盤『化粧品売リ場ハ ドコデスカ?』に収録されている「Ok Hak Kha」が日本テレビ系列放送の深夜アニメバラエティ『ユルアニ？』内の「プ〜ねこ&番組エンディング」テーマ曲として採用される。

## 日本での活動
- 2007年3月4日…RS GIRL SINGERS LIVE IN TOKYO 2007 （DUO MUSIC EXCHANGE）
- 2008年3月15日…RS GIRL SINGERS FESTIVAL 2008（原宿アストロホール）
- 2008年5月26日…メコン川音楽祭前夜祭 （Shibuya eggman）
- 2008年5月27日…メコン川音楽祭（神奈川県立音楽堂）
- 2009年10月24日…STARCHILD PRESENTSキルミンずぅが来るみんずぅ（秋葉原UDX）
- 2009年10月24日 - 25日…第3回横浜タイフェスティバル（赤レンガ倉庫前広場）
- 2009年12月23日…日本でCDデビュー
- 2009年12月23日…日本デビューマキシシングル発売記念・トーク&ミニライブ&握手会（HMV池袋メトロポリタンプラザ）
- 2010年5月15日 - 16日… 第11回 タイ・フェスティバル2010 in 代々木公園
- 2010年8月1日…THAI IDOL FESTIVAL 2010 -RS KAMIKAZE WAVE-（東京・渋谷 DUO MUSICEXCHANGE）
- 2010年11月13日… 大人まんがまつりGERU-C閣下 対 オタククロニクル 出演（クラブチッタ川崎）
- 2011年8月6日… Thaiphoon 〜タイフェア特別イベント〜 UNICE（東京・代官山）

この他に『あにゃまる探偵 キルミンずぅ』のいくつかの企画に絡む来日があるが、その日時は公開されていない。

## 音楽作品

### タイ
| 発売日         | タイトル         | 規格品番 |
| -------------- | ---------------- | -------- |
| 2006年10月18日 | Neko Jump        | RSCD0186 |
| 2007年10月10日 | Joob Joob        | RSCD0347 |
| 2008年10月14日 | Lady Ready !     | RSCD0521 |
| 2010年12月23日 | Secret Of Virgin | RSCD0699 |

### 日本
| 発売日         | タイトル | 備考 | 規格品番     |
| -------------- | --- | --- | ------------ |
| 2009年12月23日 | Poo／Chuai Mad Noi                                                                                                  | - 『あにゃまる探偵 キルミンずぅ』主題歌 - 日本語バージョンも収録されている。                                                                                | KICM-3198    |
| 2010年5月12日  | BKK to NRT（バンコク トゥ ナリタ） Neko Jump Early Best 2006〜2007                                                  | - 「Neko Jump」「Joob Joob」から採録したベスト盤。 | KICS-1545    |
| 2010年8月25日  | Clap your Sunday!／Joob Joob                                                                                        | - 『あにゃまる探偵 キルミンずぅ』後期エンディングテーマ - 『満福少女ドラゴネット』エンディングテーマ                                                        | KICM-3213    |
| 2010年12月22日 | 化粧品売リ場ハ ドコデスカ? Neko Jump日本デビュー1周年記念盤 〜ふたりいっしょに抱きしめたい♥ビジュアルコレクション〜 | - 『ユルアニ?』内の「プ〜ねこ&番組エンディング」テーマ曲 - 日本での新曲4曲とタイでの人気曲・配信限定曲5曲を収録。 - PV集・ドキュメントを収録したDVDが付属。 | KIZC-135 - 6 |